# Нарва (село)
Нарва (Нарев, пол. Narew) — село в Польщі, у гміні Нарва Гайнівського повіту Підляського воєводства. Центр гміни. Населення — 1436 осіб (2011).

## Історія
Історики згадують городище у Нарві поруч із іншими як один з форпостів північно-східної частини Галицько-Волинського князівства в часи Данила Романовича і за Литовсько-руської доби. Загалом головні міста на території Північного Підляшшя виросли з поселень біля руських городищ XI-ХІІ ст. Так виникли пізньо-середньовічні міста Дорогичин, Більськ, Мельник, Сураж, Нарва і  Бранськ.
Давньоруська ситуація в суч. с. Нарва дуже цікава. В другій половині XIX ст. польські історики J. Jaroszewicz i F. Pokrowski локалізували тут рештки аж 4-х городищ. В ході польових досліджень 1991 р. їх локалізувати не вдалося. Існування одразу кількох городищ в цьому районі, робить Нарву надзвичайно перспективною для подальших досліджень. 
Нарва заснована як місто у 1514 році за наказом великого князя литовського Сигізмунда I. Під час входження до складу Великого князівства Литовського отримала хелмінське міське право, а пізніше і магдебурзьке право. У 1580 році у Нарві було 144 доми, у 1616 році — 169 домів. Частина населення займалася ремісництвом (у 1580 році було 43 ремісники, у 1616 році — 135), решта займалася рільництвом — місто мало 150 волок. Більшість населення становили українці. Чисельність польського населення зменшилася після переслідувань у середині XVII століття (залишилося лише 24 доми), натомість у місті селилися українці з довколишніх сіл.
Розпорядженням Ради Міністрів Польської Республіки 24 травня 1934 року місто Нарву позбавлено міських прав і долучено до сільської гміни Нарви.
У 1975—1998 роках село належало до Білостоцького воєводства.

## Населення
На початку XIX століття у місто було 95 домів і мешкало 400 осіб, які займалися, насамперед, хмільництвом. У 1855 році населення Нарви становило 1300 осіб — 523 православних, 309 католиків (в 1844—1848 роках у римо-католицизм перейшла частина колишніх уніатів) і 468 євреїв. До 1885 року чисельність населення збільшилася до 1612 осіб.
Розподіл населення Нарви за мовою згідно з переписом 1897 року:
| Мова       | Осіб | Відсоток |
| ---------- | ---- | -------- |
| єврейська  | 601  | 41,91 %  |
| українська | 532  | 37,1 %   |
| польська   | 250  | 17,43 %  |
| російська  | 46   | 3,21 %   |
| литовська  | 3    | 0,21 %   |
| білоруська | 1    | 0,07 %   |
| німецька   | 1    | 0,07 %   |
| Разом      | 1434 | 100 %    |

У 1921 році у місті мешкали 963 особи (174 доми), у 1931 році — 1301. Під час другої світової війни місцеві євреї були вивезені та страчені німецькою окупаційною владою. У 1961 році мешкало 1200 осіб.
Згідно з переписом 2011 року населення села становило 1436 осіб.
Демографічна структура станом на 31 березня 2011 року:
|          | Загалом | Допрацездатний вік | Працездатний вік | Постпрацездатний вік |
| -------- | ------- | ------------------ | ---------------- | -------------------- |
| Чоловіки | 728     | 135                | 518              | 75                   |
| Жінки    | 708     | 119                | 452              | 137                  |
| Разом    | 1436    | 254                | 970              | 212                  |

## Релігія
Православна церква існувала у містечку вже на початку XVI століття. У 1528 році побудований католицький костел. На початку XVII століття князь Федір Мосальський заснував у пущі монастир Вознесіння Господнього, який існував ще у другій половині XVIII століття. Близько 1800 року парафія Піднесення Чесного Хреста (разом з філіальною церквою в Тиневичах Великих) нараховувала 1555 прихожан. У 1881—1885 роках побудовано сучасну дерев'яну парафіяльну церкву. На початку XX століття на території парафії діяли 6 шкіл з 119 учнями, а у самій Нарві — церковно-парафіяльна школа (80 учнів) і школа Міністерства просвіти (133 учнів). У 1907 році парафія Нарви нараховувала близько 3,6 тис. прихожан, які проживали в Нарві і селах Тиневичі Великі, Качали, Брушківщина, Храбустівка, Цімохи, Гайдуковщина, Скаришево, Рогози-Іванки, Маківка, Лопухівка, Ванево, Одринки, Городовщина, Заболоття, Доратинка. У 1930 році кількість парафіян становила 2586 осіб. Церква в Тиневичах Великих сьогодні є центром окремої парафії. У 1979 році парафія Нарви нараховувала 1301 прихожанина.
Крім парафіяльної церкви, яка у 1990 році була сильно пошкоджена внаслідок пожежі, у Нарві існує ще цвинтарна дерев'яна каплиця Казанської Божої Матері, збудована у 1726 році.

## Галерея

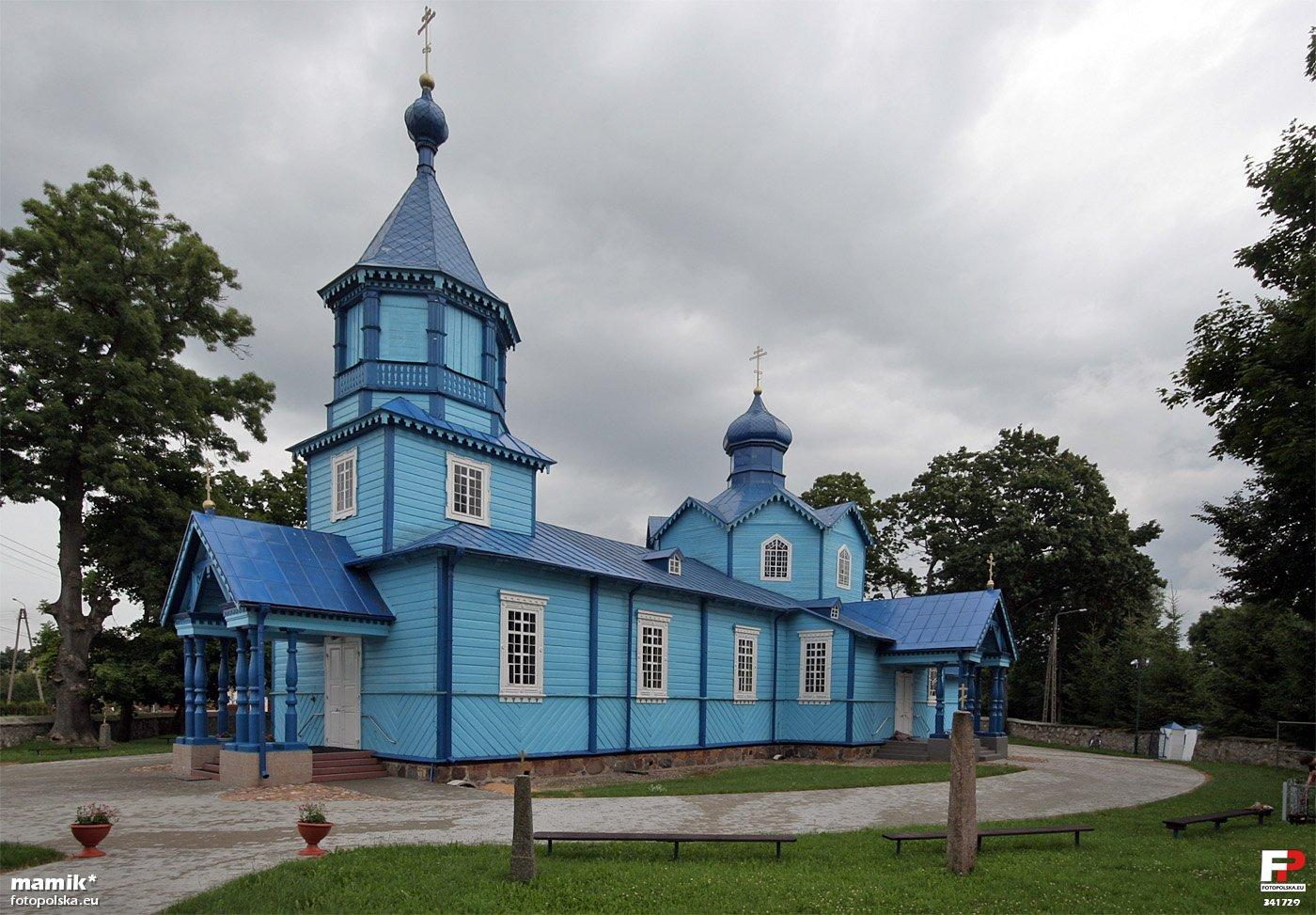
Православна церква Воздвиження Хреста Господнього
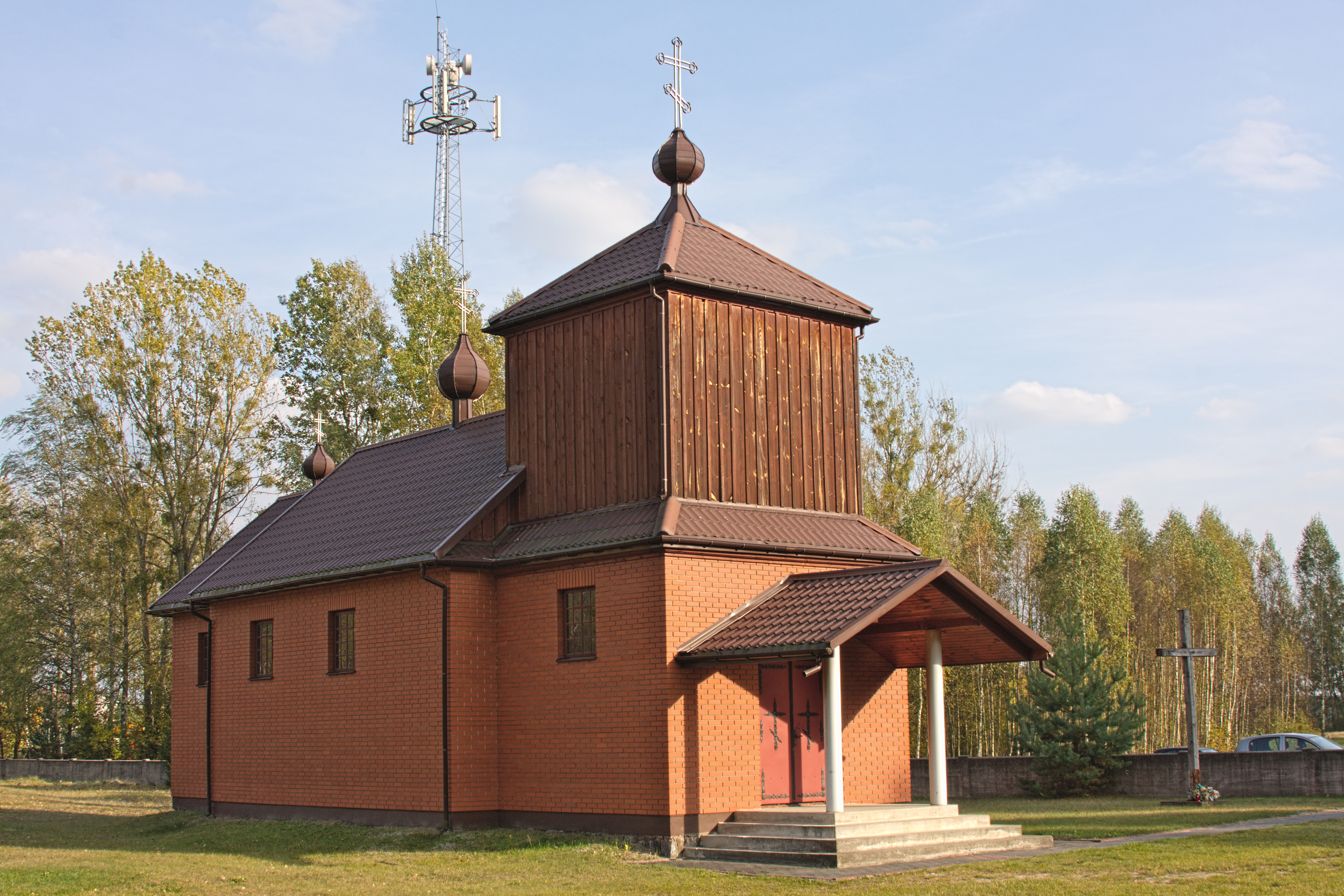
Церква Казанської ікони Божої Матері на новому православному кладовищі
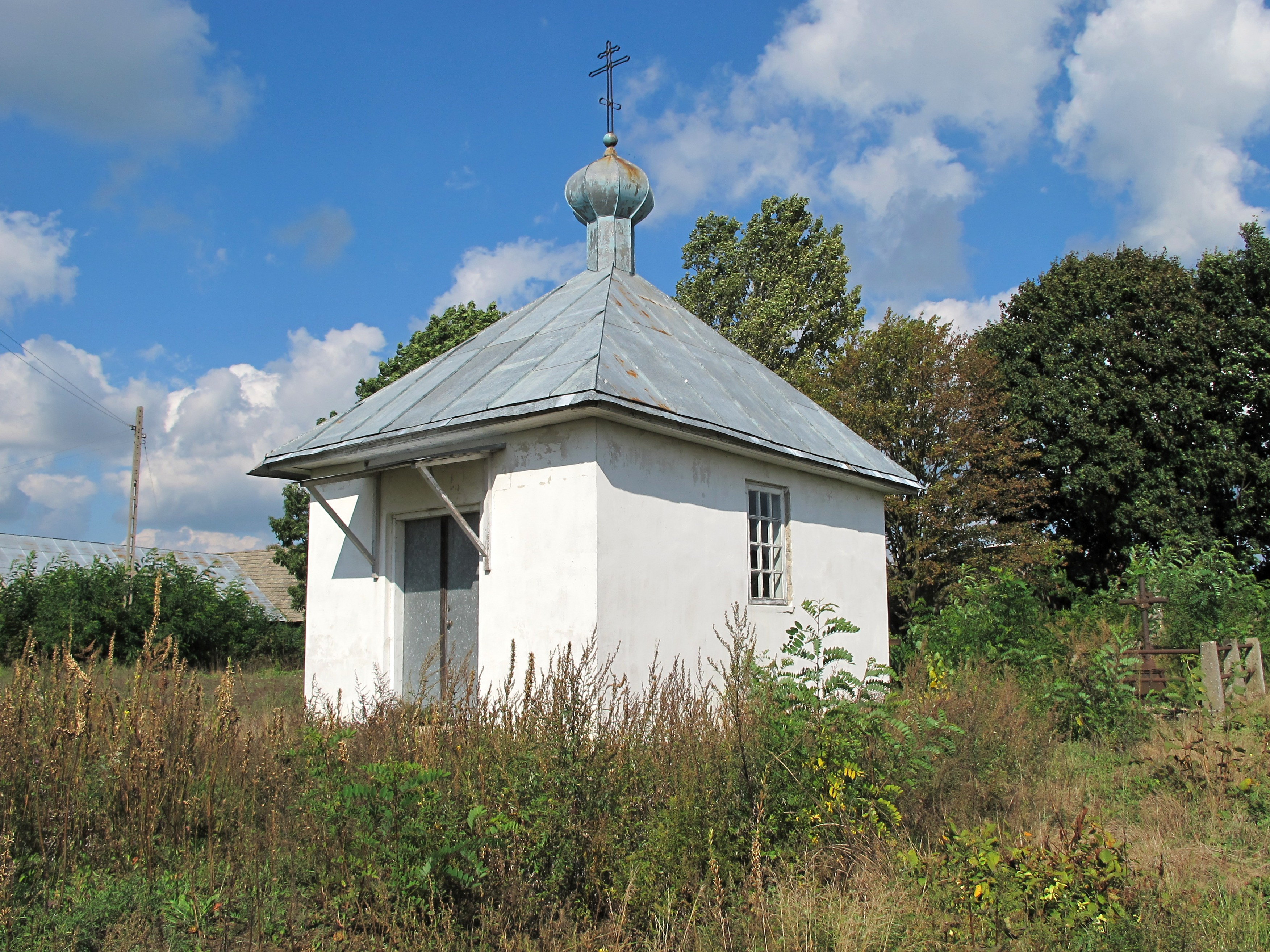
Каплиця Казанської ікони Божої Матері на старому православному кладовищі
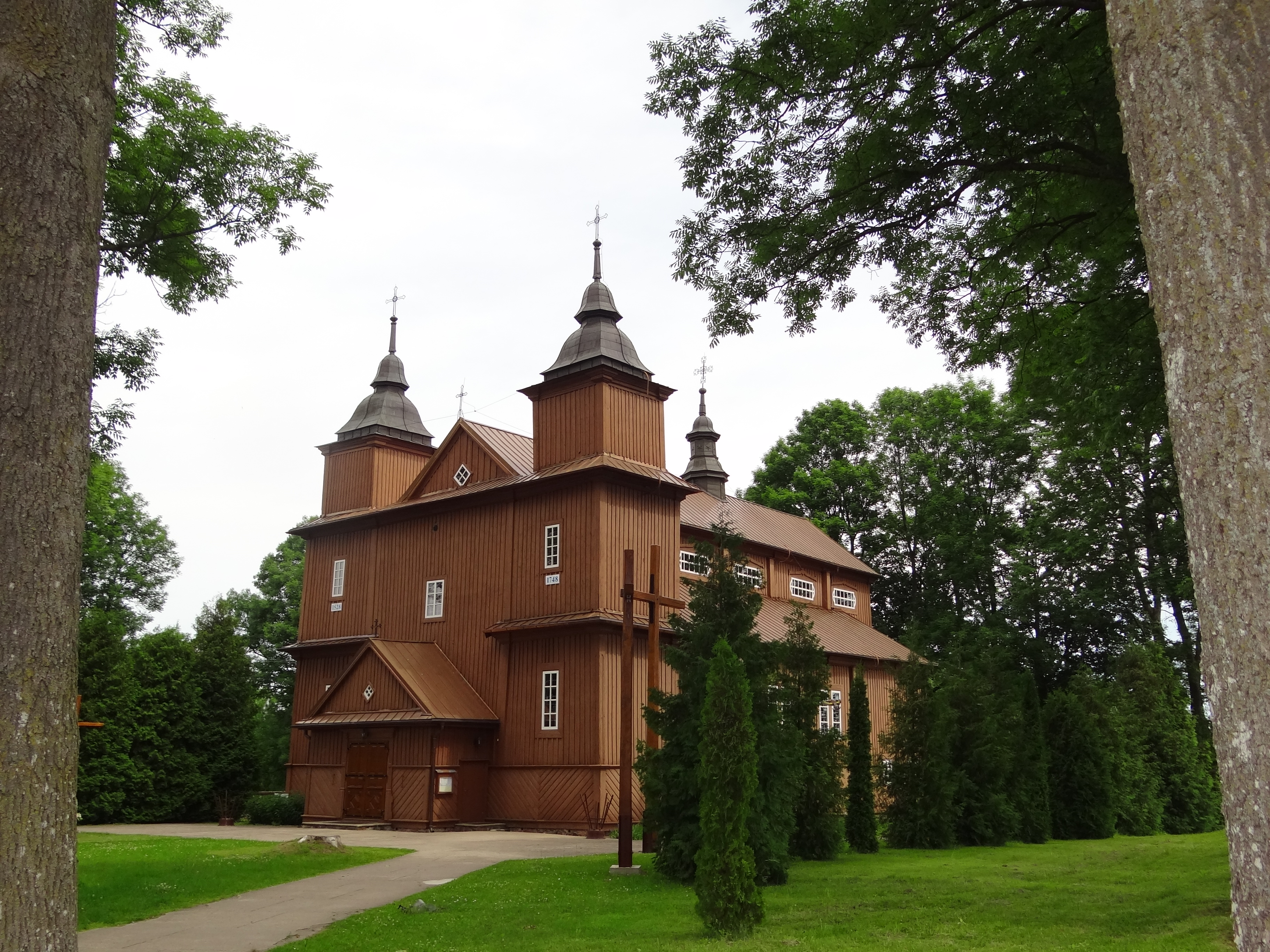
Костел Святого Станіслава
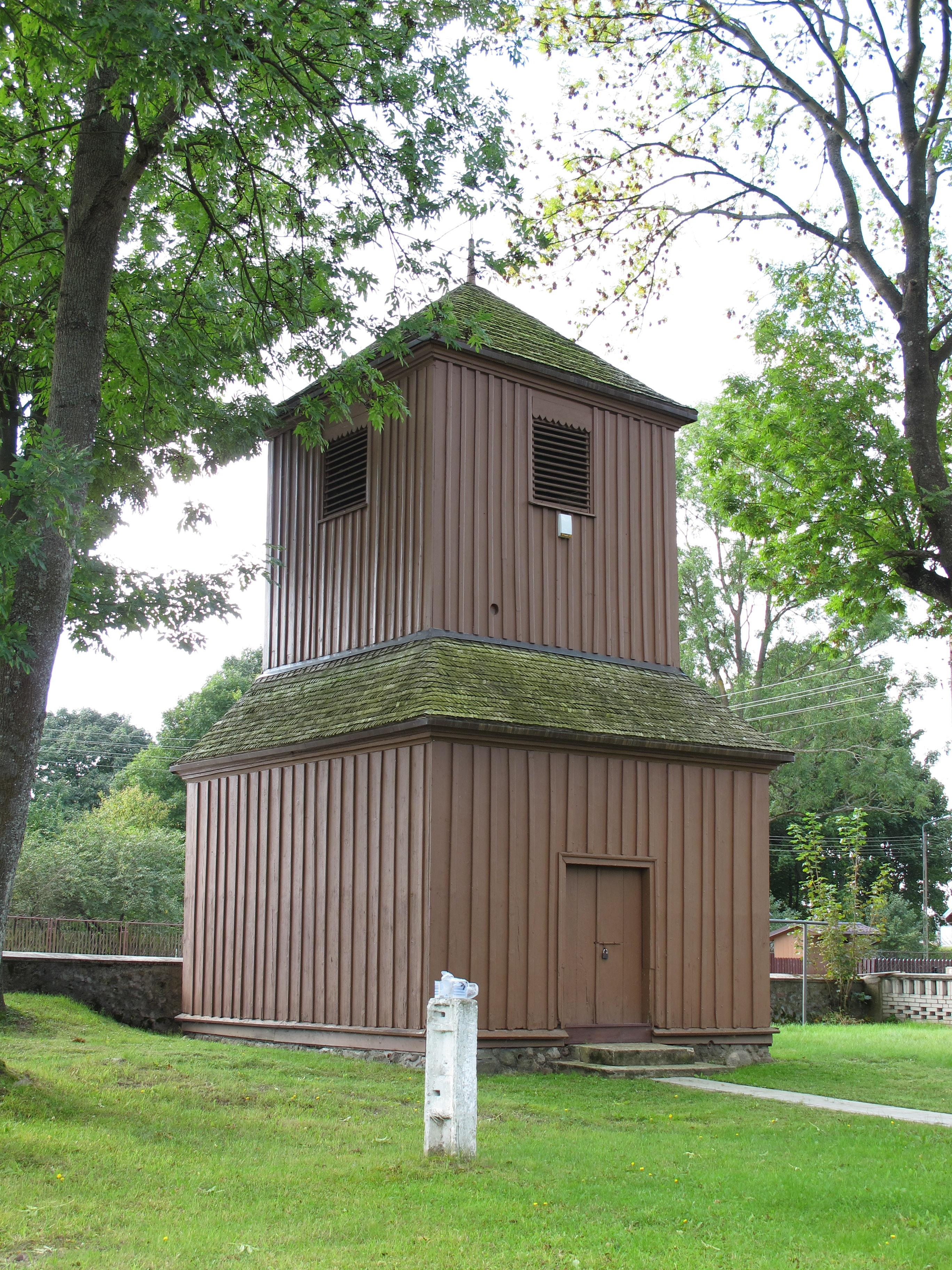
Дзвіниця костелу